# ダルース (ミネソタ州)

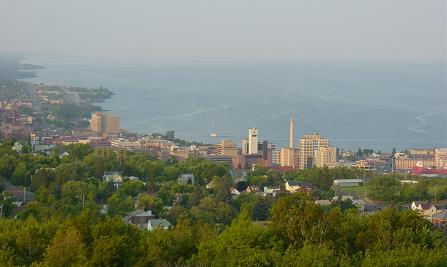
市西側の丘の上に建つエンガー・タワー（Enger Tower）よりダルースのダウンタウンを望む

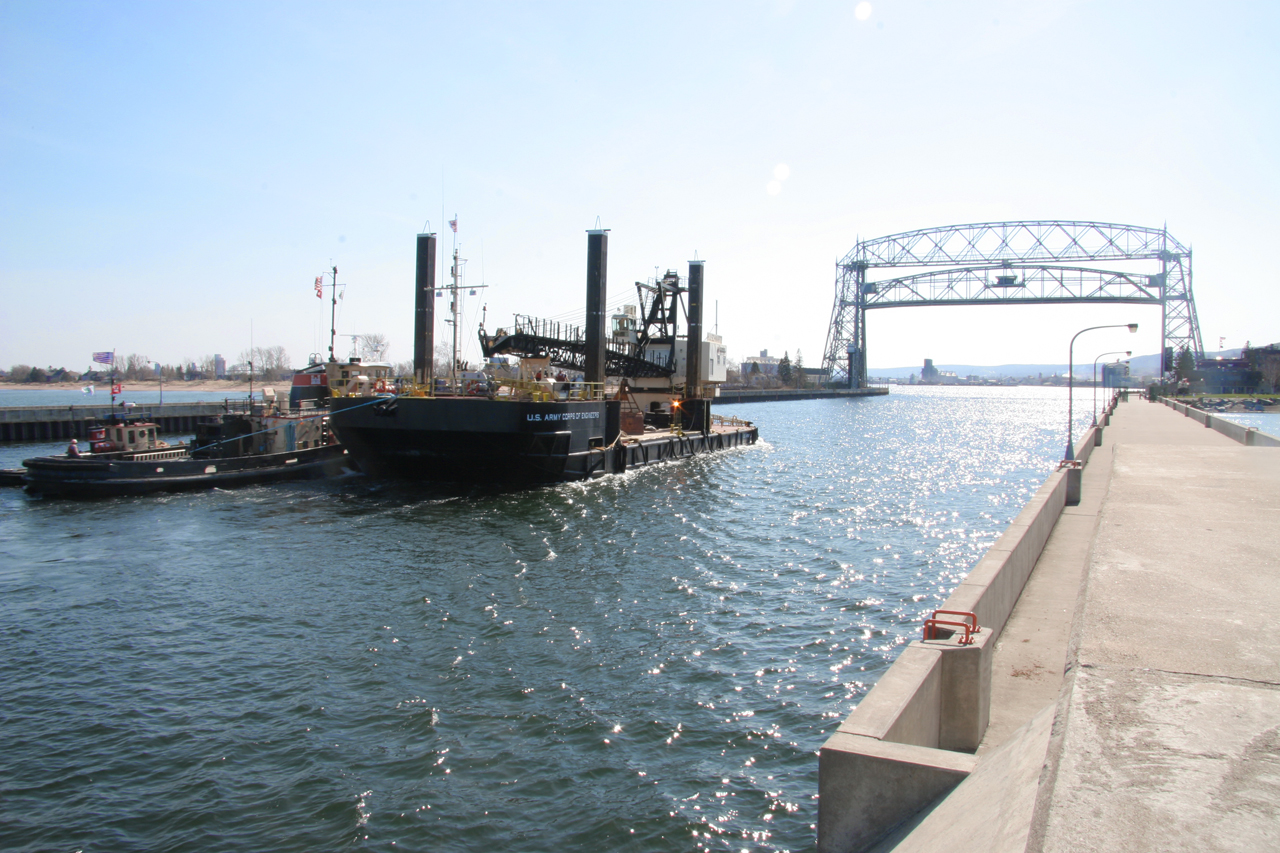
ダルースのシンボル、エアリアル橋

ダルース（Duluth）は、アメリカ合衆国ミネソタ州北東部に位置する都市。セントルイス郡の郡庁所在地である。人口は8万6697人（2020年）で、州第5の都市である。南に隣接するウィスコンシン州スペリオル市とともに形成している都市圏は4郡にまたがる。
市名は17世紀にこの一帯を探索した初めてのヨーロッパ人となった、フランスの軍人ダニエル・グレイソロン（Daniel Greysolon, Sieur du Lhut）にちなんでいる。周辺に住むネイティブ・アメリカンのオジブワ族の言語では、ダルースはオニガミインシング（Onigamiinsing）と呼ばれている。

## 概要
ダルースは五大湖のひとつ、スペリオル湖の最西端に位置する港湾都市である。ダルース港は世界有数の鉄山であるメサビ鉄山からの鉄鉱石・タコナイトの積出港であり、五大湖・セントローレンス海路で最も重要な港湾のひとつとなっている。ダルース港は世界で最も内陸にある港湾で、大西洋のセントローレンス川河口からは約3,700キロメートル離れている。ダルースで積みこまれた鉄鉱石は五大湖・セントローレンス海路を下って、また同水路に通ずる運河を経由して国内外へと運ばれていく。
一方、夏の涼しいダルースでは観光化も進んでいる。主な名所としては、ダルース港とスペリオル湖とをつなぐ運河沿いに整備されたキャナル・パークと、港の入り口に架かるエアリアル橋が挙げられる。またダルース市内には、全盛期を偲ぶことのできる歴史的建造物がいくつか残っている。
また、ダルースはボブ・ディランの生まれた町としても知られている。しかし、ディランは少年期のほとんどをダルースではなく、メサビ鉄山の鉱山町ヒビングで過ごした。

## 歴史

### 前史時代
町ができる何千年も前から、スペリオル湖岸のこの地にはパレオ・インディアンと呼ばれるネイティブ・アメリカンが住んでいた。彼らは最終氷期の終わりごろにこの地に住み着き、クロビス・ポイントと呼ばれる石製の槍やナイフを使って狩りをし、金属製の釣り針を使って漁をして生活していた。2,000年ほど前には、この地には土器を使用し、またマコモ（ワイルドライス）の栽培も行うウッドランズ族（Woodlands）が住んでいた。彼らは塚を築いての土葬も行っていた。現在でもマコモを栽培しているオジブワ族は、ミネソタ・ポイント上でスペリオル湖とセントルイス川の連水陸送が容易であったことから、この地を「小さな連水陸送の」という意味であるオニガミインシング（Onigamiinsing）と呼んだ。オジブワ族の伝承によると、現在のダルースのスピリット・バレー地区の近くに位置していたスピリット・アイランドは「6番目の停止地」であった。オジブワ族の南北の領土は同地で合わさり、現在のウィスコンシン州ラポイントの近くにあった「7番目の停止地」へと続いていた。

### ヨーロッパ人の入植
1679年、フランスの軍人であり、探検家でもあったダニエル・グレイソロンがこの地を探索し、当時この地における二大勢力であったスー族とオジブワ族がぶつかっていたこの地に入植地を建設した。グレイソロンの目的はこの地において毛皮の商取引を成立させることであった。グレイソロンの働きにより、オジブワ族を介してフランス人入植者とスー族とが取引を行うルートが成立した。1692年には、ハドソン湾会社が現在のダルースのフォンデュラック地区（Fond du Lac）に小さな取引所を開設した。
しかしその後100年にわたって、取引所が増設されることはなかった。1792年になってようやく、セントルイス川の対岸、ウィスコンシン州側にこの地で2番目となる取引所がノースウェスト会社のジーン・バプティスト・カドット（Jean Baptiste Cadotte）によって開設された。この取引所は1800年に焼失してしまったが、すぐにドイツ人移民のヨハン・ヤコブ・アストル（John Jacob Astor）によってミネソタ州側に新たな取引所が開設された。この取引所は当初ネイティブ・アメリカンがイギリス人とフランス人との取引を強く主張していたため難航した。しかしアストルはアメリカ合衆国議会を説得し、アメリカ合衆国領土内での外国人の取引を禁じる法律を作らせ、独占市場を作り上げることでこの事態を乗り切った。アストルのアメリカ毛皮会社は1816年から1817年にかけては更生状態に置かれた。1830年代後半ごろからは、それまで毛皮の購買層であったヨーロッパ人が毛皮の代わりに絹を身にまとうようになったため、この取引所は再び危機に瀕した。
1826年と1847年の2度にわたって、現在のフォンデュラック地区においてアメリカ合衆国政府とオジブワ族との間でフォンデュラック条約（Treaty of Fond du Lac）が締結された。さらに1854年のワシントン条約によって、ダルースの上流、クロケットの近くにフォンデュラックインディアン居留区（Fond du Lac Indian Reservation）が設置されると、オジブワ族は居留区に移住させられ、この一帯は白人のものとなった。

### 町の建設
1850年代に入るとこの地に銅の鉱脈が存在するといううわさが広まり、この一帯への注目が集まった。1852年に政府がこの地を調査し、1854年の条約（前述）によってネイティブ・アメリカンの襲撃の危険性がなくなると、金を求める探検者たちがこの地に続々とやってくるようになった。これらの探検者たちはこの一帯での鉄鉱石採掘の礎を築き上げた。
同じ頃、スペリオル湖の東に閘門を有する運河、スーセントマリー運河が開削され、この一帯に大型の船舶がたどり着けるようになった。また、ミネアポリス・セントポールにつながる道路も開通した。セントルイス川の両岸には11の小さな町がつくられた。これらの町は、後にダルースが市として形成されていく上での基となった。
1857年、この一帯での銅の資源が枯渇すると、今度は林業が市の主産業になっていった。しかし、アメリカ合衆国全土を襲った経済危機によって、市の初期の開拓者のほぼ4分の3が町を離れていった。
1860年代後半、資本家ジェイ・クック（Jay Cooke）はレイク・スペリオル・アンド・ミシシッピ鉄道を説得し、セントポールからダルースへ同社の路線を延伸させた。鉄道が開通したことにより、スペリオル湖北西岸のこの一帯では鉄鉱石の鉱業が興った。1869年の元旦には、ダルースにはわずか14家族が暮らすのみであったが、同じ年の独立記念日には、町の人口は3,500人に膨れ上がった。
太平洋側への鉄道建設はノーザン・パシフィック鉄道が1870年に起工し1878年にワシントン準州と連結した。

### 「語られざる歓喜」
しかし、誰もがダルースが町として成功する可能性を信じていたわけではなかった。ダルースの可能性に対しての疑いの声は、ケンタッキー州選出の下院議員、J・プロクター・ノットが1871年1月27日にアメリカ合衆国下院で行った演説、The Untold Delights of Duluth（ダルースの語られざる歓喜）で現された。この演説は、ダルースをエデンの園に見立てて、西への資本投下を批判したものであった。この演説は民間伝承集やジョーク集で再版され、この種のものとしては古典的な部類に入るものとされている。近隣のプロクター市はJ・プロクター・ノットにちなんで名付けられた。
ダルースの非公式な姉妹都市であるジョージア州ダルースの市名は、エバン・P・ハウエル（Evan P. Howell）がこの演説にちなんでつけたものであった。もとはハウエルの祖父であったエバン・ハウエル（Evan Howell）にちなんでハウエルズ・クロスロードと呼ばれていたこの町では、1871年に鉄道が開通したとき、この「ダルースの歓喜」の演説がまだ人気の高いものであった。

### 港湾都市としての隆盛

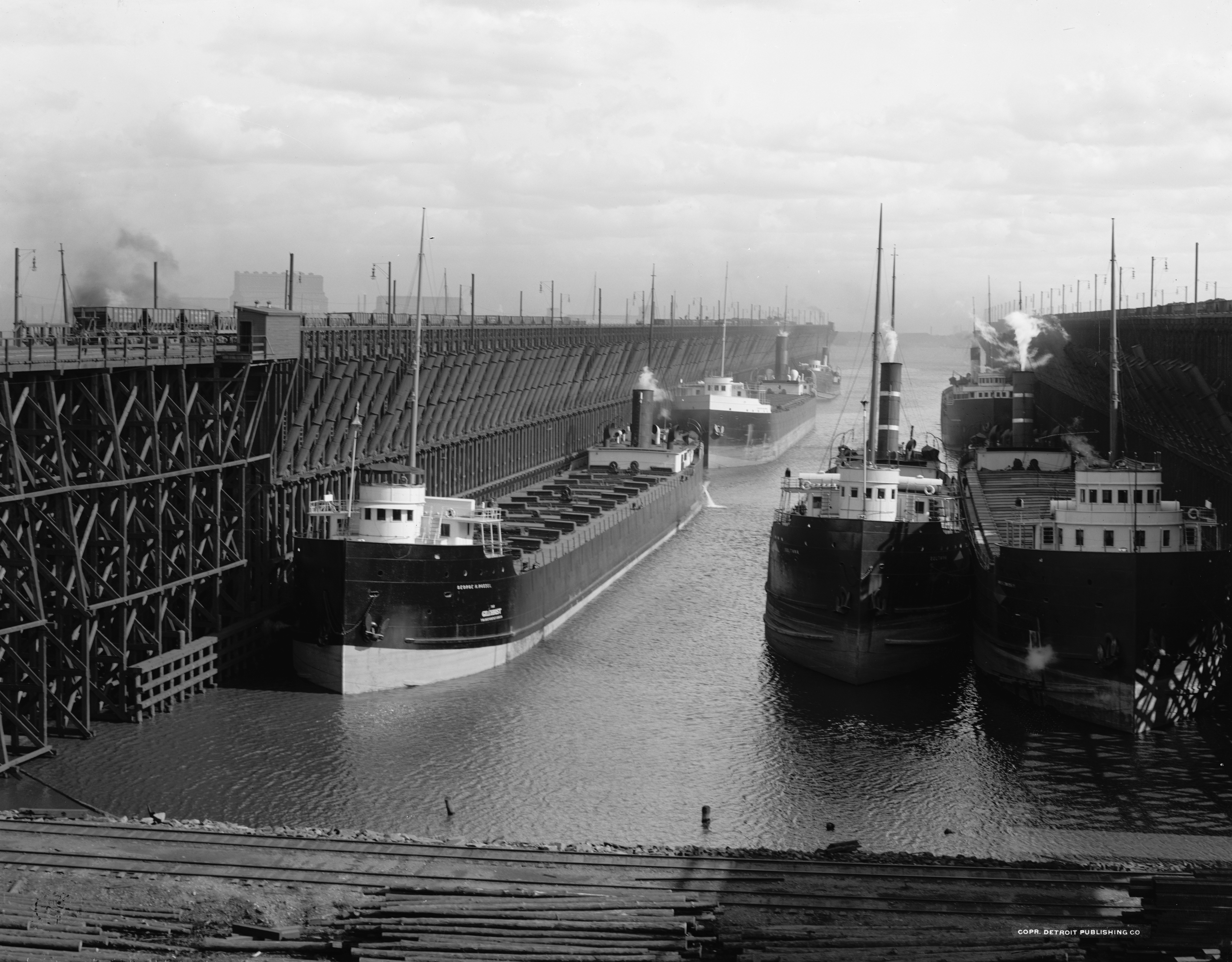
ダルース港の鉄鉱石埠頭。1910年。

20世紀に入ると、市はさらに成長を続けていった。初期の市民はダウンタウンや丘の斜面に住んだ。1900年代には、ダルース港は総貨物取引量でニューヨーク港を上回り、アメリカ合衆国最大の取引量を誇る港湾となった。市には新聞社が10社、銀行は6行あり、11階建ての高層ビル、トーレー・ビルディング（Torrey Building）も建っていた。1907年には、USスチールがダルースに500万-600万ドルの製鉄所を建てると発表した。この製鉄所が完成し、操業を始めたのはその8年後であった。この頃、ダルースは人口20万-30万人まで成長するであろうと予想されていた。製鉄所が完成すると、その近辺にはモーガンパークという企業城下町が形成されていった。現在ではモーガンパークはダルースの一地区となっている。
20世紀初頭、ダルースはフィンランド国外最大のフィンランド人コミュニティを有していた。数十年間にわたって、ダルースではフィンランド語の新聞が刊行されていた。また同じ頃、ダルースには小さなアフリカン・アメリカンのコミュニティもあった。しかし1920年にダルースリンチ事件が起こると、アフリカ系の住民はダルースの町を離れていった。現在でもダルースにはアフリカ系の住民は少なく、2000年の国勢調査では、ダルースの黒人人口率はわずか1.63%であった。
20世紀初頭から後半にいたるまで、ダルースはUSスチールの製鉄所をはじめ、セメント工場、釘工場、針金工場を有する工業都市、そしてメサビ鉄山をはじめとする周辺の鉄山で産出される鉄鉱石の積出港を抱える港湾都市として栄えてきた。第一次世界大戦の最中、1916年には、セントルイス川岸の造船所は8隻の軍艦を同時に造ることができた。造船所の周辺にはリバーサイド地区が形成された。このような工業需要の急激な増加は第二次世界大戦においても見られた。第二次世界大戦後もダルースの人口は増え続け、1960年には人口106,884人でピークに達した。この頃においてもフィンランド人の移民が多く流入し、インダストリアリスティ（Industrialisti）というフィンランド人労働者のための新聞が刊行されていた。

### 斜陽、そして再生

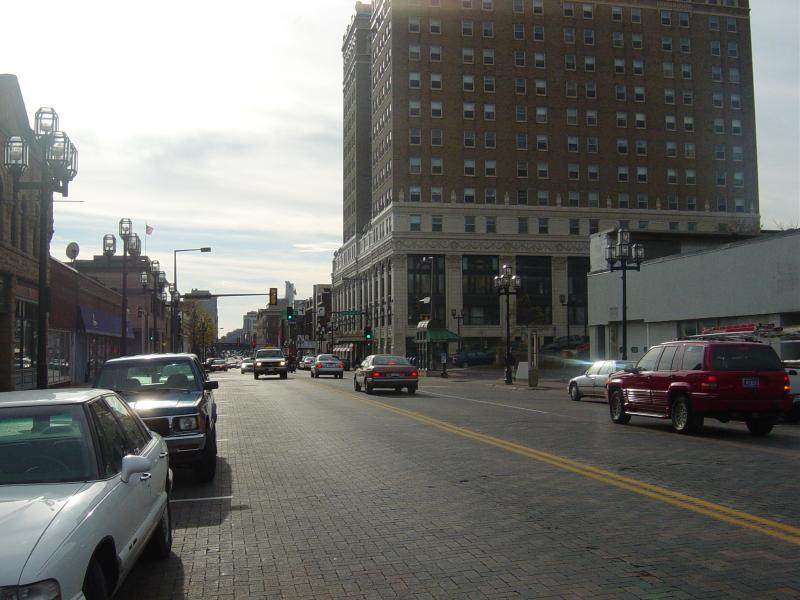
ダウンタウンのレンガ敷きの通り。2005年。

しかし1970年代に入ると、ダルースは斜陽へと転じていった。鉄鋼業界における国際競争の激化により、USスチールの製鉄所は1971年に閉鎖し、市の経済に大打撃を与えた。これにとどまらず、市内の工場は次々と閉鎖されていった。空軍基地も閉鎖された。メサビ鉄山も減産に転じ、ダルース港の地位は低下した。1970年代の10年間における失業率の平均は15%にも達した。市内の店舗は次々と空き家になり、職業安定所には長蛇の列ができた。
1980年代、工業都市・港湾都市としての地位が低下したダルースは、観光に力を入れることで再生を図った。ウォーターフロントの倉庫街はキャナル・パークとして整備された。周辺の倉庫はレストランやバー、各種ショップへと姿を変えた。ダウンタウンの通りも整備され、レンガ敷きになった。また、建物をつなぐ屋内連絡通路も整備された。
今日では、ダルースは安定した、成熟した都市となっている。ダルースはダルース都市圏内のみならず、ミネソタ州北東部、ウィスコンシン州北西部、さらにはミシガン州アッパー半島の西部を含む広い地域の中心都市としての地位を確立している。中華人民共和国における鉄鋼需要の急増と共にメサビ鉄山が再び増産に転じ、それに伴ってダルース港は息を吹き返した。同港は従来からの主要な取扱貨物である鉄鉱石・タコナイトをはじめ、石炭や農産物も多く取り扱っている。

## 地理

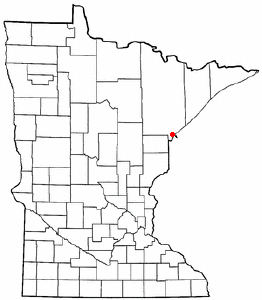
ダルースの位置

ダルースは北緯46度47分13秒 西経92度5分54秒 / 北緯46.78694度 西経92.09833度に位置している。同市はミネソタ州の北東部に位置し、ミネアポリス・セントポールの双子都市からは北北東へ約240km、カナダ・オンタリオ州のサンダーベイからは南西へ約300kmである。
アメリカ合衆国統計局によると、ダルース市は総面積226.2km²（87.3mi²）で、ミネソタ州の都市としてはヒビングに次いで広い市域を有している。市域のうち176.1km²（68.0mi²）が陸地で50.0km²（19.3mi²）が水域である。総面積の22.11%が水域となっている。

### 地形

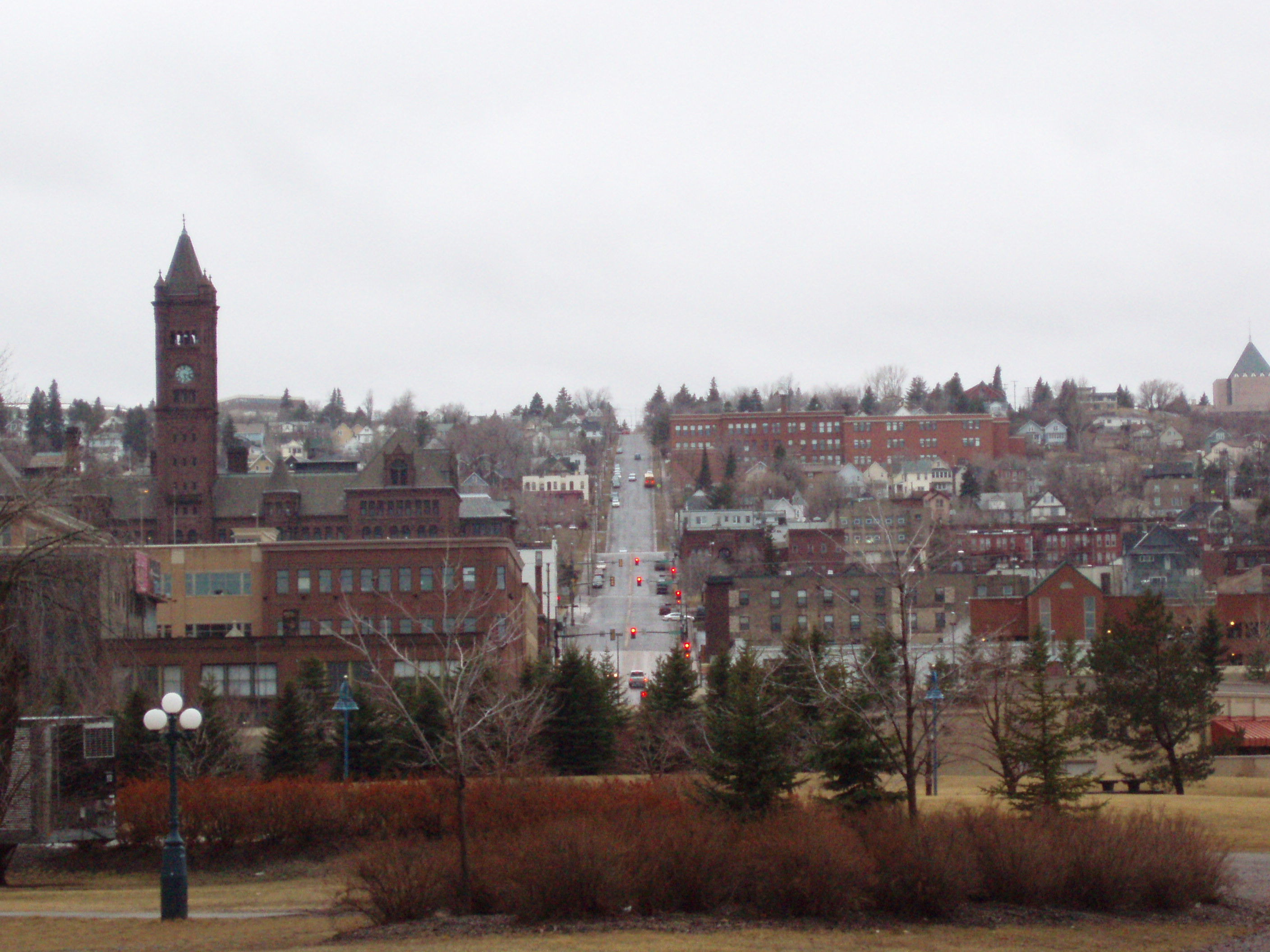
キャナル・パークから1stアベニュー東を望む。この道は1マイル（1.6km）あたり520フィート（158m）の標高差がある。

ダルースはセントルイス川がスペリオル湖に流れ込む河口の北岸に形成された都市である。セントルイス川はダルース付近ではミネソタ州とウィスコンシン州との州境線になっている。南岸にはダルースと対をなすようにスペリオルの市街地が広がっている。河口にはミネソタ・ポイント（別名パーク・ポイント）と呼ばれる砂州が形成されている。ダルース港の天然の防波堤となっているこの砂州はウィスコンシン州側のウィスコンシン・ポイントとあわせて長さ16kmにおよぶ、淡水に形成された砂州としては世界最長のものである。
ダルース側はスペリオル湖に丘が迫る地形で、平坦な土地はほとんどない。従って湖岸と内陸部とではかなりの標高差がある。例えばミネソタ・ポイント砂州では標高185mだが、ダウンタウンの北西約8km、丘の頂上に立地するダルース国際空港での標高は435mになる。
このような地形であるため、ちょうど日本の神戸市やブラジルのリオデジャネイロの市街地が海岸線に沿って発展しているのと同じように、ダルースの市街地は南西から北東方向へ湖岸線に沿って細長く延びている。一方、丘の斜面や上にも住宅地が広がっているため、ダルースは心臓破りの急坂が多いことで有名である。ピードモントハイツ地区（Piedmont Heights）やベイビューハイツ地区（Bayview Heights）など丘の頂上付近に形成されている住宅地は、スペリオル湖や市街地を見下ろす天然の展望台になっている。近年では、丘を越えてさらに内陸にも開発が進み、郊外型の大型スーパーマーケットやショッピングモールが進出している。これらの新興住宅地は、地元ではOver the Hill（丘の向こう）と呼ばれている。

### 気候

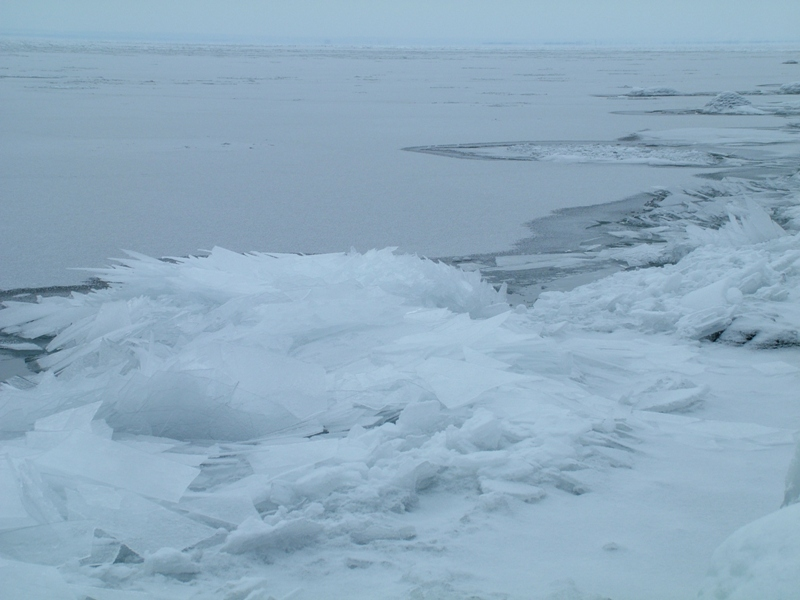
厳冬期のスペリオル湖

ダルースの気候は長く寒さの厳しい冬と短く涼しい夏に特徴付けられる。1年を通じて冷涼であることから、ダルースはしばしば「エアコンの効いた都市」と呼ばれる。冬季には、月の平均気温が氷点下10度を下回り、何週間にもわたって気温が摂氏0度を上回ることのない日（日本で言うところの真冬日）が続く。ダルースの南方、または東方を通過する冬嵐はダルースに東寄り、または北東寄りの強い風をもたらす。11月から3月にかけては月間10-25cmに及ぶ降雪が見られる。10月や5月に雪が降ることもある。年間降雪量は約100cmである。
一方、夏はスペリオル湖から涼しい東風が吹くため、月平均気温は摂氏20度に達さず、ダウンタウン付近では日中でも摂氏20-25度程度までしか上がらない。湖岸では6月でも摂氏10度を下回ることがある。地元の天気予報では、特に東寄りの風が予想される夏の日には「湖の影響で涼しく」という表現がよく聞かれる。また、湖岸と丘の上との標高差が大きいため、市内でも気候の差がかなり大きい。
ダルースにおける年間降水量は約660mmであるが、夏季は冬季の5-6倍に達する。
以下にダルースにおける月別の平均気温と降水量をまとめた表を示す。公式では、ダルースの標高は435mとされており、これは丘の上のほうでの気候であると言える。前述の通り、ダルース港やダウンタウンなど、湖岸では下表の数値とは大きく異なることがある。公式の数値に従うならば、ダルースはケッペンの気候区分では亜寒帯湿潤気候（Dfb）に属する。
そのスペリオル湖の影響での夏の涼しさや淡水へのアクセスの面などから、地球温暖化による気候変動での移住先としても注目されている土地の一つに挙げられる。
|               | 1月   | 2月  | 3月  | 4月  | 5月  | 6月  | 7月  | 8月  | 9月  | 10月 | 11月 | 12月 | 年    |
| ------------- | ----- | ---- | ---- | ---- | ---- | ---- | ---- | ---- | ---- | ---- | ---- | ---- | ----- |
| 平均気温（℃） | -11.4 | -8.6 | -2.9 | 3.6  | 8.9  | 14.0 | 18.8 | 18.5 | 14.1 | 8.1  | 0.1  | -7.7 | 4.6   |
| 降水量（mm）  | 22.9  | 15.2 | 35.6 | 48.3 | 71.1 | 86.4 | 83.8 | 91.4 | 91.4 | 55.9 | 35.6 | 22.9 | 660.5 |
| 降雪量（cm）  | 26.7  | 13.0 | 19.8 | 5.1  | 0.3  | -    | -    | -    | -    | 0.5  | 10.2 | 25.7 | 101.3 |

## 政治
ダルースは市長制を採っている。2007年3月現在の市長はハーブ・バーグソン（Herb Bergson）で、1期目を務めている。2006年7月、バーグソンは市の直面する問題の解決に専念するため、再選のための選挙活動をしない方針を明らかにした。

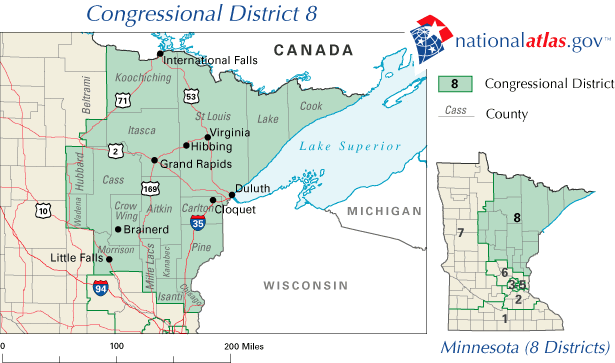
ミネソタ第8選挙区

ダルースはアメリカ合衆国下院のミネソタ第8選挙区に属している。同選挙区は伝統的に民主党の勢力が強い。同党のミネソタ支部である民主農民労働党（DFL）は1944年に結成され、1947年から現在に至るまで同選挙区で勝ち続けている。同選挙区から選出された現職の下院議員はDFLのジム・オーバースター（Jim Oberstar）である。オーバースターは1975年に初当選し、2006年には16選を果たした。
2000年の大統領選挙においては、ダルースでは緑の党のラルフ・ネーダーの得票率が6.9%に達した。この得票率は、全米の人口85,000人以上の都市の中では最も高い部類に入るものであった。
2004年、ダルースでは市議会、地元住民、アメリカ自由人権協会を巻き込んだ激しい法的闘争が繰り広げられた。市庁舎の芝生の上に立っていた、モーセの十戒が刻まれた大理石の碑をめぐって論争が起こり、裁判沙汰にまでなったのである。やがて市がこの大理石の碑を撤去することに同意し、この論争は解決を見た。撤去された碑は、キャナル・パーク・ドライブ沿いに建つコンフォート・スイーツ・ホテルの近くにある私有地に移設された。
またダルースは、ニューヨーク・タイムズ紙で「次のリタイア時限爆弾」として取り上げられた。市が行なった公的健康保険に関する調査で、退職した市民への保障が市の財政を圧迫しており、放置すれば破産する危険性があることが発覚したからである。同紙の記事中では、ダルースは退職者への保障をきちんと計算していない自治体の代表として取り上げられた。しかしダルースの地元紙ニュース・トリビューンは、1988年に元市長ジョン・フェド（John Fedo）が汚職裁判で無罪となったとき、この健康保険の保障に関してだけは掛け値無しに尊敬できると評した。地元の労働組合の力が強いため、地元の政治家たちは何十年にもわたってこの健康保険の問題には真っ向から向き合わず、選挙で勝つために機嫌を取る方向で活動をしてきた。

## 経済

### ダルース港
大西洋から約3,700km、世界で最も内陸に位置する港湾であるダルース港は五大湖・セントローレンス海路の起点となっている、同水路上最も重要な港湾のひとつである。同港の主な取扱貨物はメサビ鉄山などアイアン・レンジ地域の4つの鉄山帯から産出される鉄鉱石・タコナイトである。このほか穀物の取扱量も多い。鉄鉱石はこれらの鉄山からまず旧ダルース・ミッサビ・アンド・アイアン・レンジ鉄道（現カナディアン・ナショナル鉄道）でダルース港に運ばれる。ダルース港で船積みされた鉄鉱石は五大湖・セントローレンス海路を通って下流のシカゴ、デトロイト、クリーブランド、バッファロー、トロント、モントリオールなどの工業都市へ運ばれる。またエリー運河を通ってハドソン川へと入り、ニューヨークへも運ばれていく。さらに、セントローレンス川やハドソン川の河口から大西洋に出て、ヨーロッパ各国や日本、近年では中華人民共和国など世界各地の主要工業国へも輸出される。
ダルース港はスペリオル港とともにTwin Ports（双子の港）と呼ばれる。また、ダルース都市圏を指してTwin Portsと呼ぶこともある。2002年の統計では、ダルース港とスペリオル港を合わせた総貨物取扱量は4,010万トンで、全米19位であった。アメリカ合衆国外への輸出貨物に限れば、その取扱量は1,250万トンで、全米7位であった。

### 観光
一方、ダルースは夏の避暑地・観光地としても知られている。ダルース市内の観光の中心となっているのはダルース港とスペリオル湖をつなぐ運河沿いに整備されたキャナル・パークである。5kmにおよぶ湖畔の遊歩道からは、滔々と水を湛えるスペリオル湖や、湖上を行き交う世界各国の商船を望むことができる。運河に架かるエアリアル橋はダルースのシンボルとなっている橋である。同橋梁はダルース港に出入りする船舶の通航を妨げないよう、1905年に運搬橋として架けられたが、交通量が増加したため1930年に昇開橋に改造され、現在でも使用されている。キャナル・パーク園内、エアリアル橋の隣に建つスペリオル湖海事ビジターセンター（Lake Superior Maritime Visitor Center）は、スペリオル湖を行き交う商船に関する広範囲な展示物を展示している。同じくエアリアル橋の近くに立地するグレート・レイクス水族館（Great Lakes Aquarium）は、アメリカ合衆国内で唯一、淡水の水槽のみを有する水族館として建てられたものである。3年半の歳月と3,400万ドルの費用を投じて建設されたこの水族館は、スペリオル湖とその周辺に生息する魚類や水生生物を主に飼育している。2006年には深海魚の飼育を始め、同水族館初となる海水の水槽がつくられた。1899年に建てられたダルース・ミッサビ・アンド・アイアン・レンジ鉄道の旧駅、エンディオン・ディーポ（Endion Depot）は、州間高速道路I-35の建設に伴って1985年にキャナル・パークに移設された。ロマネスク調のこの駅舎は1975年に国の史跡に指定されており、現在は旅行会社の社屋として使われている。突端に灯台の建つ埠頭、ライトハウス・ピアも園内の名所のひとつである。キャナル・パークの周辺には、1980年代に倉庫を改造してできたレストランやバー、各種ショップが建ち並んでいる。
ダルース港にはウィリアム・A・アービン号（William A. Irvin）が係留されている。1938年に世界恐慌後初の大型船舶としてオハイオ州ロレインの造船会社で造られたこの船はUSスチール所有で、ダルースから下流のミシガン湖岸やエリー湖岸にあった同社の製鉄所へ鉄鉱石を運んでいた。同船は1978年に現役を引退し、1986年にはダルース港に浮かぶ博物館として一般に公開された。1989年には、同船は国の史跡に指定された。
港より西側、ダウンタウンのミシガン通りにはダルースの旧中央駅であるダルース・ディーポが建っている。1892年に建てられたこのフレンチ・ノーマン調の駅舎は、ダルースを代表する歴史的建造物のひとつである。同駅舎は1971年に国の史跡に指定され、改装後1973年にセントルイス郡伝承文化芸術センター・旧ユニオン駅（St. Louis County Heritage and Arts Center's Historic Union Depot）として再生された。現在、ダルース・ディーポには4つの博物館・美術館と1つの劇場があり、3つの演技芸術団体が本部オフィスを置いている。また、夏季限定で列車を走らせ、観光ツアーを組んでいるノース・ショア観光鉄道の各列車はこのダルース・ディーポから出発する。なお、ダルース・ディーポ内で開館している博物館・美術館、およびダルース・ディーポに本部オフィスを置く演技芸術団体については、後の芸術の節で詳しく述べる。
スペリオル湖畔に建つ旧グレンシーン邸（Glensheen Historic Estate）もまた、ダルース全盛期の栄華を偲ぶことができる歴史的建造物のひとつである。35,000m²に及ぶ敷地に建てられた、38もの部屋を有するこのジャコビアン調の豪邸は、ニューヨーク州ロチェスター出身の弁護士であり、実業家でもあったチェスター・アジェイト・コングドン（Chester Adgate Congdon）がこの地で家族と共に暮らすために1905年から3年の歳月を費やして建てたものである。同邸は1968年にミネソタ大学ダルース校に寄付され、1979年には一般に公開された。この豪邸は国の史跡に指定されている。
また、ダルースは市内のみならず、周辺地域の観光の拠点ともなっている。スペリオル湖岸を走るミネソタ州道61号線はダルースからのドライブルートとして人気が高い。この道は1991年に州中東部の町ワイオミング以北が部分廃線となるまでは国道61号線であった。国道61号線は「ハイウェイ61」として知られ、ダルース出身の歌手、ボブ・ディランのアルバム「追憶のハイウェイ 61」に収録されている同名の曲の中でも歌われている。また、ダルース周辺は自然環境にも恵まれている。ダルースから内陸へ入れば、スペリオル国有林（Superior National Forest）やバウンダリー・ウォーターズ・カヌー・エリア原野（Boundary Waters Canoe Area Wilderness）の大自然が広がっている。市の東でスペリオル湖に流れ込むレスター川（Lester River）は渓谷を形成している。

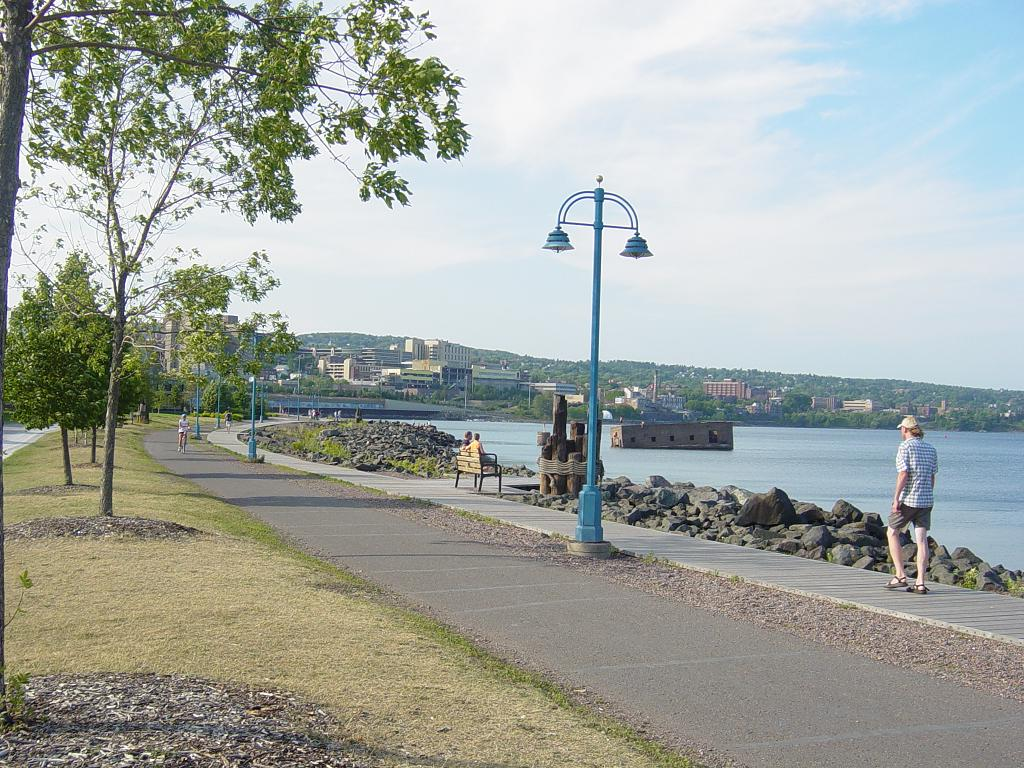
キャナル・パークの遊歩道
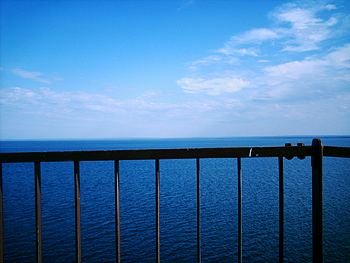
遊歩道からスペリオル湖を望む
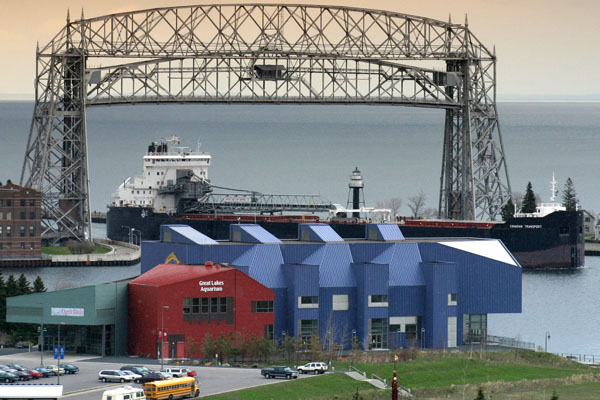
エアリアル橋とグレート・レイクス水族館
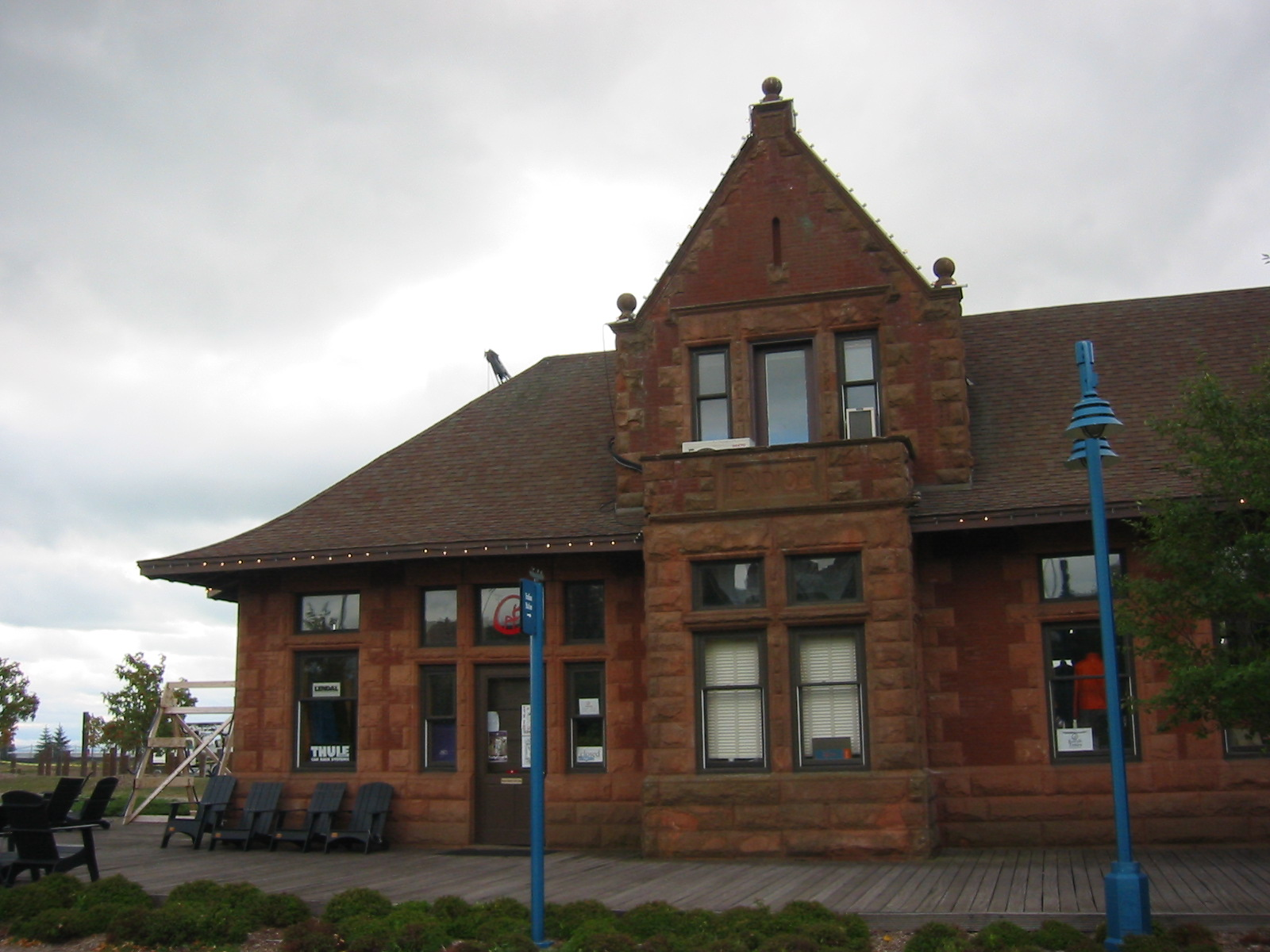
エンディオン・ディーポ
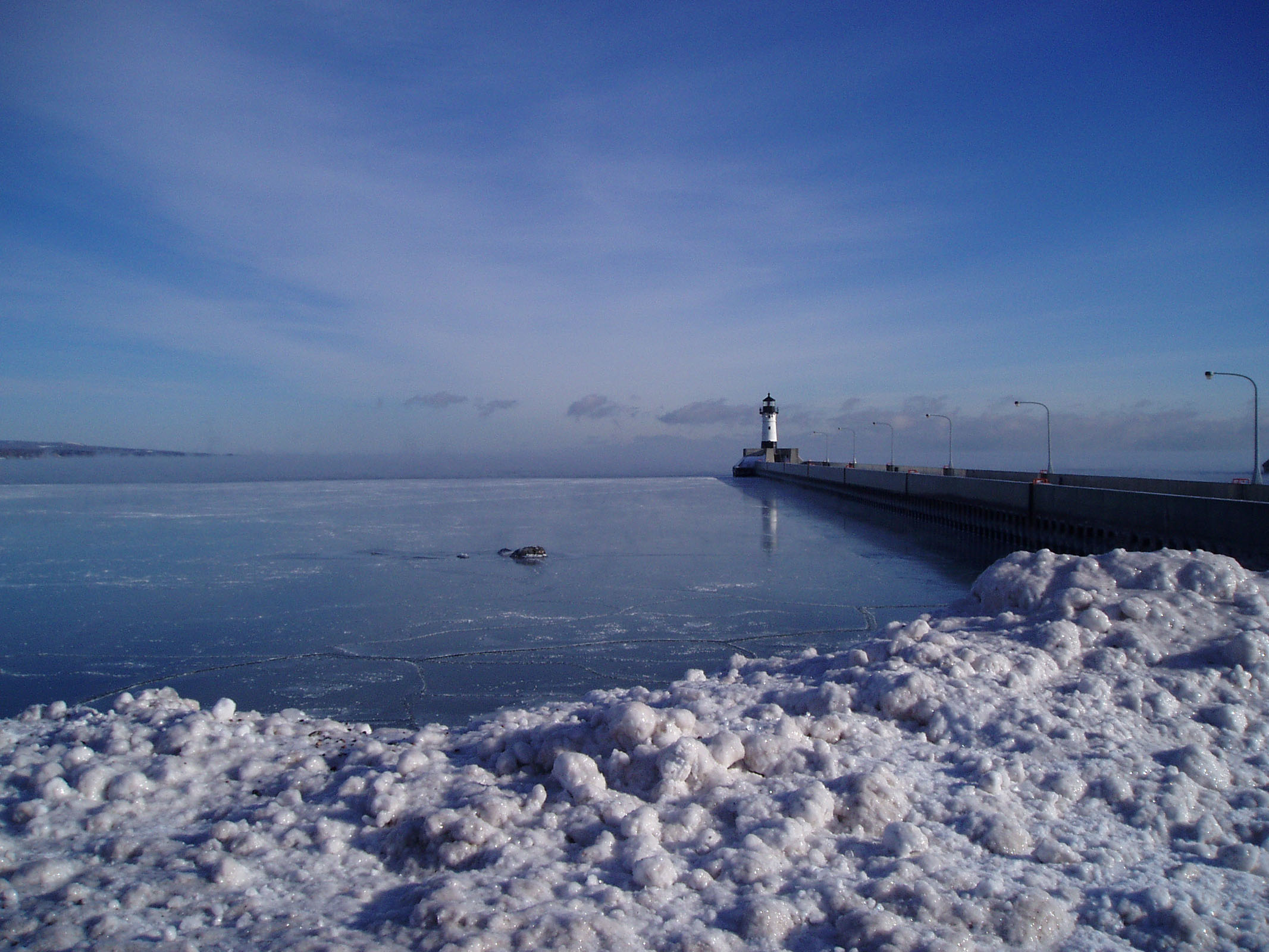
冬のライトハウス・ピア
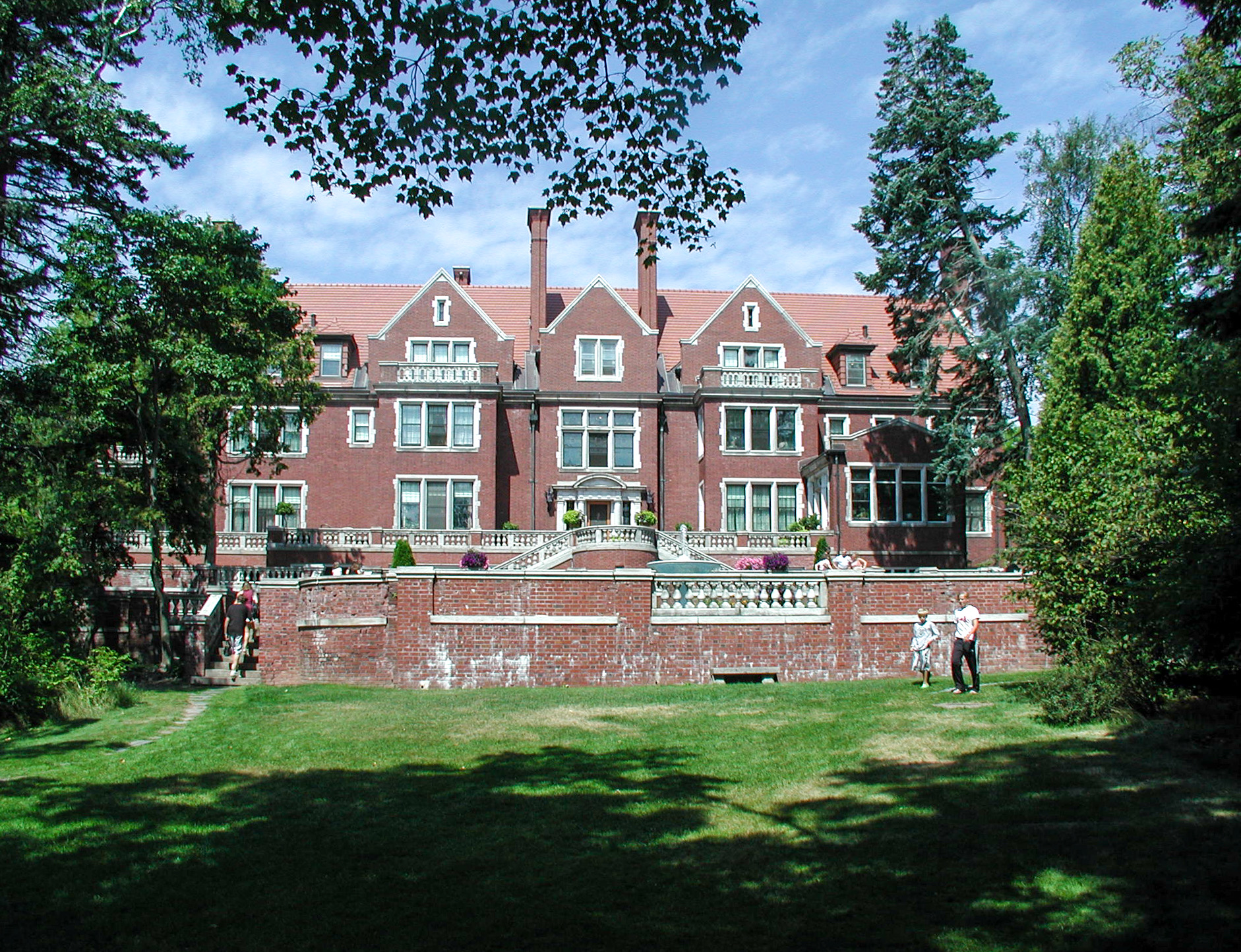
旧グレンシーン邸
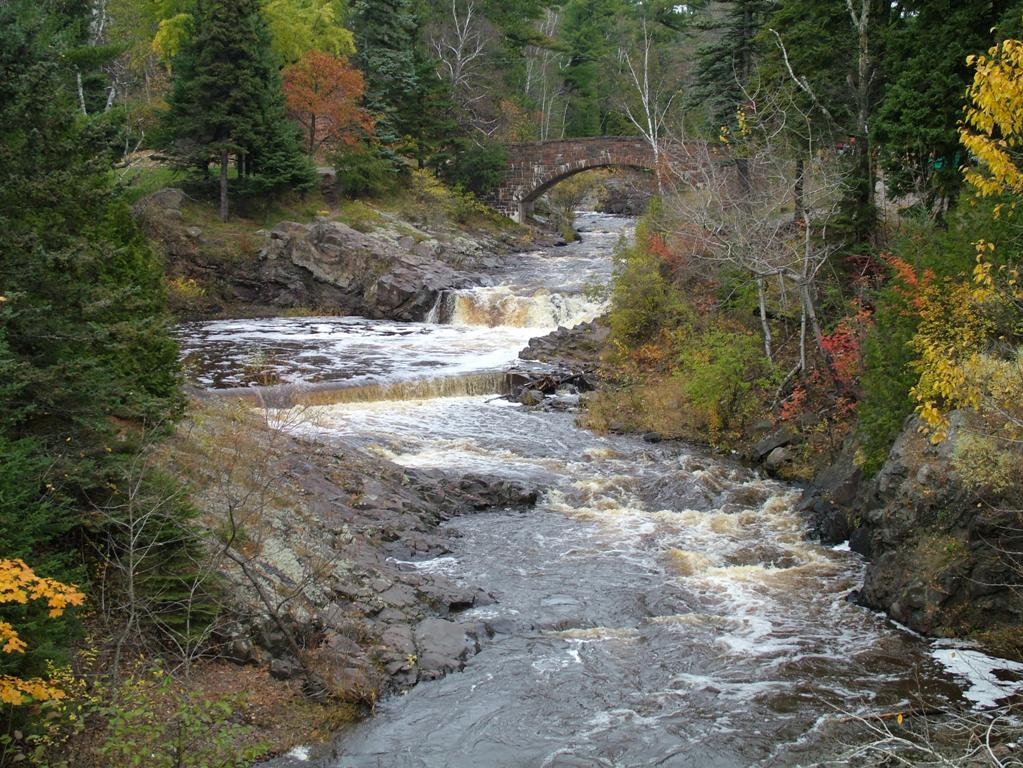
レスター川の渓谷

## 交通
ダルース国際空港はダウンタウンの北西約8kmの丘の上に立地している。同空港にはミネアポリス・セントポール国際空港やデトロイト・メトロポリタン国際空港からの便が発着する。このほか、ミルウォーキーのジェネラル・ミッチェル国際空港からの便やラスベガスのハリー・リード国際空港からの便もある。同空港はダルース・スペリオル両市を中心とするダルース都市圏をはじめ、ミネソタ州北東部・ウィスコンシン州北西部の玄関口となる空港である。

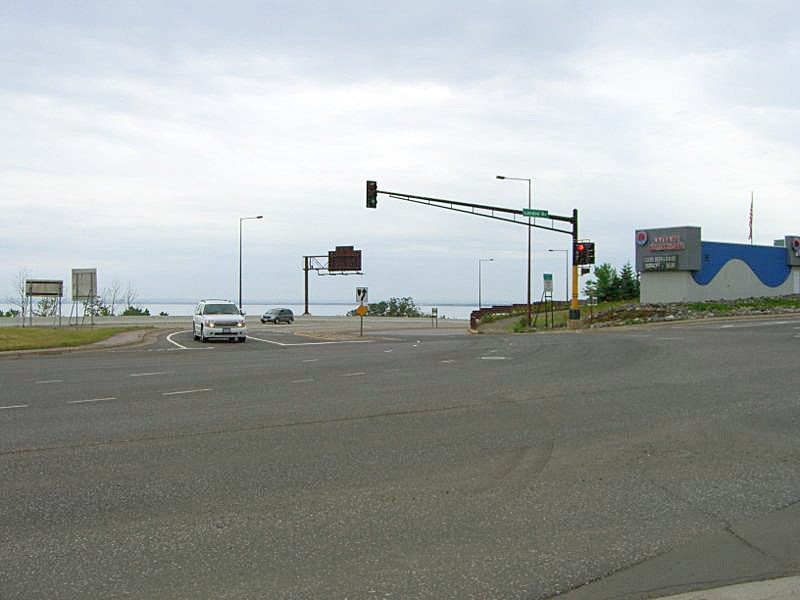
州間高速道路35号線（I-35）の終点。背後にはスペリオル湖が見える。

ダルースは州間高速道路I-35の北の終点となっている。I-35はダルースのダウンタウンから南下してアメリカ合衆国の中央部を縦断し、テキサス州のアメリカ＝メキシコ国境の町ラレドへと至る幹線である。同高速道路は途中ミネアポリス・セントポール、デモイン、カンザスシティ、オクラホマシティ、ダラス・フォートワース、サンアントニオなどの都市を通る。I-35の支線であるI-535はセントルイス川に架かるジョン・A・ブラットニク橋（John A. Blatnik Bridge）を渡り、対岸のスペリオルとダルース側のI-35本線とを結ぶ役割を果たしている。
州間高速道路のほか、ダルースには2本の国道、2号線と53号線が通っている。2号線はシアトル郊外のエベレットを起点とし、ワシントン州、アイダホ州北西部、モンタナ州、ノースダコタ州、ミネソタ州北部を横断してダルースを通り、ウィスコンシン州北部、ミシガン州のアッパー半島を横断してマキナック海峡に面する町セントイグナスへと至る。一方、53号線はウィスコンシン州ラクロスとカナダ国境の町インターナショナルフォールズを結んでいる。また、ダルースには数多くの州道が通っている。このうち都市間交通路としての重要性が高いのは、ミネソタ州を北東から南西へと斜めに走ってサウスダコタ州スーフォールズに通ずる州道23号線と、スペリオル湖に沿って走り、国境を越えてカナダ・オンタリオ州のサンダーベイへと通ずる州道61号線である。
ダルースはグレイハウンドが2番目に本社を置いた地で、かつてはミネソタ州北東部の主要ターミナルとして、ミネアポリス・セントポールのみならず、ウィスコンシン州北部、ミシガン州のアッパー半島を横断してセントイグナスへ、スペリオル湖沿いに国境を越えてサンダーベイへ、またアイアン・レンジ地域各地へと通ずる中長距離バスの拠点となっていた。しかし、グレイハウンドの2度目の倒産後、2004年8月に経営合理化のために路線網が大幅に見直され、特に人口の希薄な地域の路線が大幅に廃線・減便となった。そのため、現在ではダルース・ミネアポリス間の便が1日1往復あるのみとなった。現在ダルースに停車する唯一の路線であるこのバスは、ダルース→ミネアポリス（南行）は途中セントポールに停車するが、ミネアポリス→ダルース（北行）はノンストップである。所要時間は南行2時間40分（セントポールまで2時間15分）、北行2時間20分である。
ダルース市内の路線バスはダルース交通局（Duluth Transit Authority）によって運営されている。同交通局はダルース市内のみならず、ダルース・スペリオル間、またスペリオル市内にもバスの路線を有している。同交通局が運行している路線数は17系統にのぼる。夏季の観光シーズン中、6月初めから8月末（または9月初め）までは、同交通局によってダウンタウン、ウォーターフロント、キャナル・パークを結んで周回するトロリーバス、ポート・トウン・トロリー（Port Town Trolley）が運行される。

## 教育

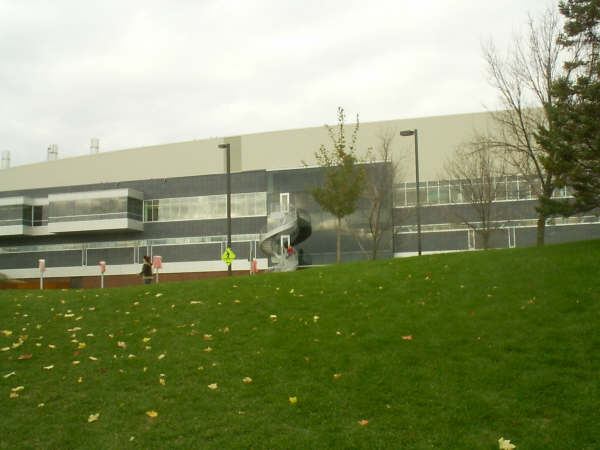
ミネソタ大学ダルース校のスウェンソン理学校舎

ミネアポリス・セントポールに本部キャンパスを置くミネソタ大学はダルースにもキャンパスを置いている。ミネソタ大学ダルース校は1947年創立、75の専攻を有する州立の総合大学で、学部生約9,000人、大学院生約900人が在籍している。同学のキャンパスは市の東側、スペリオル湖を見下ろす丘の上に広がり、244エーカー（約987,000m²）の敷地に50以上の大学の建物が建っている。ほとんどの建物は屋内通路でつながっており、厳冬期でも雪や寒さを気にせずに行き来することができる。
ダルースにはこのほか、カトリック系の中規模私立大学であるセントスコラスティカ大学（College of St. Scholastica）、コミュニティ・カレッジのレイクスペリオル大学（Lake Superior College）、2年制の私立経営単科大学であるダルース経営大学（Duluth Business University）の3校がそれぞれキャンパスを構えている。南隣のスペリオル市には、ウィスコンシン州の州都マディソンに本部を置くウィスコンシン大学の地方キャンパス、ウィスコンシン大学スペリオル校が立地している。
ダルースのK-12課程は、小学校12校、中学校4校、高校4校の公立学校によって支えられている。ダルースの小学校は幼稚園から5年生までの課程となっているものが標準的で、12校中9校はこの学年となっている。このほか、幼稚園から1年生までの幼児を教育する学校が1校、2年生から5年生までの児童を教育する学校が1校、幼稚園から8年生までの小中一貫校が1校ある。中学校は4校中3校が6年生から8年生までで、1校は5年生から12年生までの中高一貫校となっている。高校は4校すべてが9年生から12年生までの生徒を受け入れている。
これら公立の普通学校のほか、ダルースには公立のオルタナティブ・スクールが6校、カトリックのダルース司教区の管理下にある私立学校が4校、非カトリック系の私立学校が9校ある。

## 文化

### 芸術
成熟した都市であるダルースは文化・芸術面でも充実している。ダルースの芸術の中心となっているのはダウンタウンに位置し、4つの博物館・美術館と1つの劇場を抱え、3つの演技芸術団体が本部オフィスを置くダルース・ディーポである。ダルース芸術院（Duluth Art Institute）は美術館のほか美術学校を有し、さらに地元美術家への各種サービスも行っている。ダルース子供博物館（Duluth Children's Museum）は子供たちが身近なものから世界の人々、文化に関するものまであらゆるものを知ることができる展示物を定期的に更新されるテーマに沿って展示している。セントルイス郡歴史協会（St. Louis County Historical Society）はディーポ内に本部を置いているのみならず、歴史博物館も有している。このほか、ディーポ内にはスペリオル湖鉄道博物館（Lake Superior Railroad Museum）もある。
ディーポ内にある劇場、ダルース劇場（Duluth Playhouse）では演劇やミュージカルの公演が行われる。同劇場ではブロードウェイのミュージカルが演じられることもある。ダルースとスペリオルが共有するオーケストラ、ダルース・スペリオル・シンフォニー・オーケストラ（Duluth Superior Symphony Orchestra）はディーポ内に本部オフィスを構えている。同じくディーポに本部を置くアローヘッド・コラール（Arrowhead Chorale）はミネソタ州北部とウィスコンシン州北部の声楽家を集めた合唱団である。また、ダルース発祥のプロバレエ団、ミネソタ・バレエ（Minnesota Ballet）もディーポに本部を置いている。
また、ミネソタ大学ダルース校もいくつかの文化・芸術施設を有している。トゥウィード美術館（Tweed Museum of Art）はアメリカ合衆国の風景画のコレクションで知られている。このほか、キャンパス内の文化・芸術施設としては、マーシャル・W・アルワース・プラネタリウム（Marshall W. Alworth Planetarium）、ウェバー音楽ホール（Weber Music Hall）、マーシャル演技芸術センター（Marshall Performing Arts Center）が挙げられる。

### スポーツとレクリエーション

#### プロスポーツ
1923年から1925年にかけて、ダルースにはケリーズ（Kelleys）と呼ばれるNFLのチームがあった。また1926年から1927年にかけては、エスキモーズ（Eskimos）がダルースに本拠を置いていた。その後エスキモーズはニュージャージー州オレンジに本拠を移し、チーム名もオレンジ・トルネードーズ（Orange Tornadoes）に改められた。
1993年から2002年までは、独立リーグのノーザンリーグに属する野球チーム、ダルース・スペリオル・デュークス（Duluth-Superior Dukes）がウェスト・ダルース地区のウェード・スタジアム（Wade Stadium）に本拠を置いていた。デュークスは1960年から1964年にかけてはデトロイト・タイガース傘下のマイナーリーグのチームであった。当時在籍していた選手には、後にタイガースに上がり、1968年のタイガース優勝メンバーとなった者も数多くいた。2003年、デュークスはカンザスシティに移転し、チーム名もカンザスシティ・ティーボーンズと改められた。

#### アマチュアスポーツ
1977年から現在に至るまで、ダルースではグランマズ・マラソン（Grandma's Marathon）というマラソン大会が行われてきた。「グランマズ」というレース名は初期のスポンサーであったグランマズ・レストランにちなんでいる。毎年6月に開かれる同大会には地元の市民ランナーのほか、アメリカ合衆国外からも参加者が集まる。マラソンのコースは歴史の港町トゥーハーバーズを出発し、スペリオル湖北岸に沿って州道61号線をダルースのキャナル・パークまで下ってくる、というものである。これと同じコースは9月に開かれるノース・ショア・インライン・マラソンでも使われる。
ダルースで走るのは人間だけではない。毎年2月には、ベアグリース犬ぞりマラソン（Beargrease Sled Dog Marathon）という犬ぞりレースが行われる。このレースはトゥーハーバーズとグランドマライズの間にまだ道路が通っていなかったころ、20年間にわたって犬ぞり、ボート、馬を用いて郵便物を運んだという故事にちなんでいる。コースは400マイルと150マイルの2種類が用意され、参加者はどちらか一方のレースに参加することができる。このレースは1980年に始まり、アラスカ州で開かれる犬ぞりレースの国際大会、イディタロッド・トレイル犬ぞりレース（Iditarod Trail Sled Dog Race）の前哨戦として位置付けられている。
ミネソタ大学ダルース校のアイスホッケーの試合は、寒い冬のダルースで最も盛り上がるスポーツイベントのひとつである。試合は地元テレビ局で放送され、何千人もの観客がホームの試合の行われるダルース・エンターテイメント・コンベンション・センター（Duluth Entertainment Convention Center、DECC）に応援に駆けつける。同校はNHL屈指のスター選手となったブレット・ハルをはじめ、何人かの卒業生（および中退者）をNHLに送り込んでいる。また女子のチームは強豪のひとつに数えられており、2001年から2003年までは3年連続で全米優勝に輝いた。ダルースでの開催となった2003年の決勝ではハーバード大学と対戦し、2度の延長の末に勝利した。なお、同校のスポーツチームは、男女アイスホッケー部のみがディビジョンI（日本の体育会の第一部に相当）に属し、その他のスポーツはディビジョンII（第二部）で戦っている。
またダルースには、全米各地から夏の間だけ選手を集めて試合をしている野球チーム、ダルース・ハスキーズ（Duluth Huskies）や、セミプロのフットボールチームであるダルース・スペリオル・ショアメン（The Duluth-Superior Shoremen）、地元の中学校の野球場で試合を行っているアマチュア野球チームのダルース・エクスプレス（Duluth Xpress）などのチームもある。また、カーリングもダルースで人気のあるスポーツのひとつである。

### メディア
ダルースで購読されている日刊紙は1870年に創立したダルース・ニュース・トリビューン（Duluth News Tribune）である。地元では単にザ・トリビューン（The Tribune）と呼ばれている。このほかにダルースで購読されている新聞としては、リーダー・ウイークリー（The Reader Weekly）とトランジスタ（Transistor）という無料の週刊紙2紙、無料隔週紙ダルース・バッジティアー・ニュース（Duluth Budgeteer News）、月間のビジネス紙ビジネスノース（BusinessNorth）がある。
ダルースには主要テレビ局6社が支局を置いている。このうち、CBSの支局であるKDLHとNBCの支局であるKBJRは同じグラナイト・ブロードキャスティング・グループ（Granite Broadcasting Group）によって運営されている。ただし2005年3月、KDLHの経営権がフロリダ州サラソータに本部を置くマララ・ブロードキャスト・グループ（Malara Broadcast Group）に売却され、グラナイトはKBJRの経営権を有するのみとなった。グラナイトは2006年に連邦倒産法第11章を適用し、倒産した。
また、ダルースにはAM7局、FM23局のラジオ局がある。

## 姉妹都市
ダルースは以下の4都市と姉妹都市提携を結んでいる。
- ペトロザボーツク（ロシア）
- バーグジョー（スウェーデン）
- いすみ市（日本・千葉県） - 旧大原町がダルースと姉妹都市提携を結んでいた。
- サンダーベイ（カナダ・オンタリオ州）

## 註
1. ↑  “Quickfacts.census.gov”. 2024年3月25日閲覧。
2. 1 2 3 4 5  Historical Weather for Duluth, Minnesota, United States of America. Weatherbase.com.

### 公式・総合・メディア
- City of Duluth（英語版） - 市の公式サイト
- Duluth Chamber of Commerce（英語版） - 市の商業局のサイト
- Greater Downtown Council（英語版）
- Duluth.com（英語版）
- Tourist Information（英語版）
- Duluth News Tribune（英語版）
- Duluth Shipping News（英語版）

### 歴史・名所
- Legend of John Beargrease（英語版）
- Text of The Untold Delights of Duluth（英語版） - ウェイバックマシン（2004年7月31日アーカイブ分）
- Duluth Lynchings Online（英語版） - ダルースリンチ事件に関する史料を集めたサイト
- The Clayton, Jackson, McGhie Memorial（英語版）
- Architecture and History of the Duluth Aerial Lift Bridge（英語版）
- Great Lakes Aquarium home page（英語版）
- Duluth Depot（英語版）
- North Shore Scenic Railroad（英語版）
- Glensheen Historic Estate（英語版）
- William A. Irvin（英語版）
- William A. Irvin freighter（英語版） - ミネソタ歴史協会のサイトより

### 教育・文化
- University of Minnesota-Duluth（英語版）
- Duluth Public Schools（英語版）
- Duluth Public Library（英語版）
- Duluth Art Institute（英語版）
- Duluth Children's Museum（英語版）
- St. Louis County Historical Society（英語版）
- Lake Superior Railroad Museum（英語版）
- Duluth-Superior Symphony Orchestra（英語版）
- Arrowhead Chorale（英語版）
- Minnesota Ballet（英語版）
- Grandma's Marathon Official Website（英語版）
- Duluth Huskies Baseball Page（英語版）
- Duluth Xpress Baseball Page（英語版）
- Duluth-Superior Dukes Tribute Page（英語版）
- Duluth Curling Club（英語版）
- ミネアポリス日本語補習授業校（日本語版）
- ミネソタ日本語補習授業校（日本語版）

### 画像・地図・その他
- Northern Images Photography（英語版） - ダルースとその周辺の画像を集めたサイト
- Vintage Pictures of Duluth（英語版）
- Duluth, MN（Yahoo!Map地図）